# Jakow Issajewitsch Neistadt
Jakow Issajewitsch Neistadt (russisch Яков Исаевич Нейштадт/Jakow Issajewitsch Neischtadt; * 6. Oktober 1923 in Moskau; † 23. März 2023) war ein sowjetischer, später israelischer Schachspieler und Autor von Schachbüchern.
Neistadt trat in den 1950er und 1960er Jahren als Turnierspieler gegen die damalige russische Elite an. Seine beste historische Elozahl vom Mai 1956 betrug 2396, womit er auf dem 360. Rang in der Welt lag. Seine Erfahrungen nutzte er, um eine Reihe von Lehrbüchern zum Schachspiel, insbesondere zu Eröffnungen und Kombinationsspiel, zu verfassen, die teilweise auch ins Deutsche und Englische übersetzt wurden. Von 1955 bis 1973 war er verantwortlicher Sekretär der Zeitschrift Schach in der UdSSR. Neistadt spielte auch Fernschach und trug seit 2003 den Titel eines Verdienten Internationalen Meisters.

## Werke
- Eröffnungsfehler und lehrreiche Kombinationen, Schmaus, Heidelberg 1986, 2. erweiterte Auflage (1. Auflage 1978)
- Schachpraktikum, Sportverlag, Berlin 1983
- Schachlehrer Paul Keres, Schmaus, Heidelberg 1986
- Zauberwelt der Kombination, Sportverlag, Berlin 1987, ISBN 3-328-00197-2.

Ullstein, Frankfurt am Main 1991 (Taschenbuchausgabe), ISBN 3-548-34848-3.
- Damenopfer, Sportverlag, Berlin 1988, ISBN 3-328-00169-7.
- Katalanische Eröffnung, Schmaus, Heidelberg 1988 (2 Bände)
- Erfolgreich angreifen, 2 Bände:
  - Der König im Visier, Sportverlag, Berlin 1989, ISBN 3-328-00292-8.
Der Königsflügel im Visier, Falken, Niedernhausen 1990, ISBN 3-8068-1058-3.
  - Der Damenflügel im Visier, Sportverlag, Berlin 1990, ISBN 3-328-00343-6.
Der Damenflügel und das Zentrum im Visier, Falken, Niedernhausen 1990, ISBN 3-8068-1123-7.
- Schon in der Eröffnung gewinnen, Beyer, Hollfeld, 1993–1997 (4 Bände)
- Eröffnungskatastrophen erkennen – vermeiden, Edition Olms, Hombrechtikon/Zürich 1997, ISBN 3-283-00324-6.
- Queen's gambit accepted, Cadogan, London 1997, (ins Englische übersetzt und herausgegeben von Kenneth P. Neat), ISBN 1-85744-114-1.